# Prix Romy-Schneider
Le prix Romy-Schneider est une récompense attribuée chaque année depuis 1984 à une comédienne, espoir du cinéma français ou francophone.
Placé depuis sa création sous le haut patronage du ministère de la Culture et de la Communication.
Il tire son nom d'un hommage ainsi rendu à l'actrice franco-allemande Romy Schneider morte en 1982.
Son équivalent masculin, décerné tous les ans au même moment, est le prix Patrick-Dewaere, qui a remplacé en 2007 le prix Jean-Gabin.

## Lauréates
- 1984 : Christine Boisson
- 1985 : Élizabeth Bourgine
- 1986 : Juliette Binoche
- 1987 : Catherine Mouchet
- 1988 : Fanny Bastien
- 1989 : Mathilda May
- 1990 : Vanessa Paradis
- 1991 : Anne Brochet
- 1992 : Anouk Grinberg
- 1993 : Elsa Zylberstein
- 1994 : Sandra Speichert
- 1995 : Sandrine Kiberlain
- 1996 : Marie Gillain
- 1997 : Julie Gayet
- 1998 : Isabelle Carré
- 1999 : Mathilde Seigner
- 2000 : Clotilde Courau
- 2001 : Hélène de Fougerolles
- 2002 : Emma de Caunes
- 2003 : Ludivine Sagnier
- 2004 : Laura Smet
- 2005 : Cécile de France
- 2006 : Mélanie Laurent
- 2007 : non attribué
- 2008 : Audrey Dana
- 2009 : Déborah François
- 2010 : Marie-Josée Croze
- 2011 : Anaïs Demoustier[2]
- 2012 : Bérénice Bejo
- 2013 : Céline Sallette
- 2014 : Adèle Exarchopoulos
- 2015 : Adèle Haenel
- 2016 : Lou de Laâge
- 2017 : non attribué
- 2018 : Adeline d'Hermy
- 2019 : Diane Rouxel